# Carrington Moss
Pour les articles homonymes, voir Carrington.

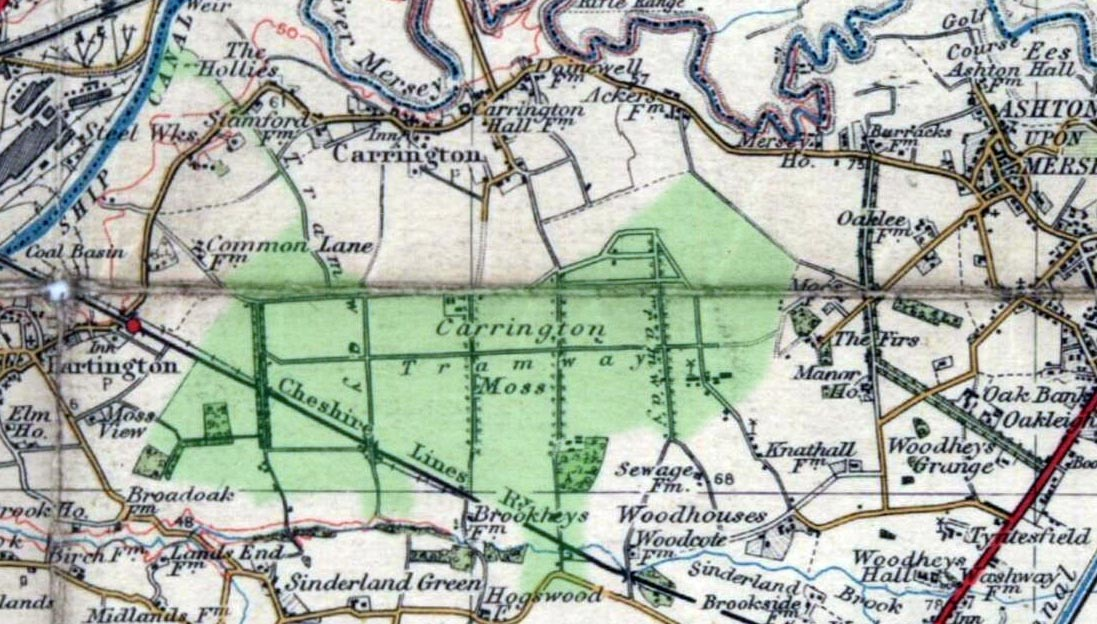
Carrington Moss sur une carte de 1937.

Carrington Moss est une vaste zone de tourbière près de Carrington dans le Grand Manchester, en Angleterre. Située sur la rive sud du Mersey, à environ seize kilomètres au sud-ouest de Manchester, elle occupe une superficie d'environ 445 hectares. La profondeur de la tourbe varie de cinq à six mètres.
À l'origine zone inutilisée de lande, Carrington Moss a été revalorisée dans la seconde moitié du XIXe siècle pour l'agriculture et l'élimination des déchets de la ville de Manchester. Un système de tramways a été construit pour relier Carrington Moss avec le canal maritime de Manchester et une ligne de chemin de fer à proximité. Pendant la Seconde Guerre mondiale, le terrain a été utilisé comme « site Starfish » (leurre pour les bombardements allemands de nuit), et dans la seconde moitié du XXe siècle un grand complexe industriel a été construit le long de sa limite nord. Plus récemment, plusieurs installations sportives ont été construites sur Carrington Moss.
Aujourd'hui, la terre est encore utilisée pour l'agriculture, et plusieurs réserves naturelles ont été créées au sein de ses limites. Elle fait l'objet de discussion pour sa protection face au développement urbain, notamment immobilier,.